# Valcolla
Valcolla is een gemeente en plaats in het Zwitserse kanton Ticino en maakt deel uit van het district Lugano.
Valcolla telt 604 inwoners.